# 1912년 하계 올림픽 축구
1912년 하계 올림픽 축구는 스웨덴 스톡홀름에서 개최된 1912년 하계 올림픽의 정식 경기 종목이다. 올림픽에서 축구 대회가 열린 것은 이번이 사상 네번째였다.
대회의 전반적인 운영은 스웨덴 축구 협회가 맡았으며 이는 지난 런던 대회에서 잉글랜드 축구 협회가 주최한 것과 동일했다. 1912년 6월 29일부터 7월 4일까지 스웨덴 각지의 3개 경기장에서 총 11번의 경기가 개최되었다. 2경기는 스톡홀름 교외에 위치한 트라네베리 이드롯스플랏스에서, 동메달전을 비롯한 5경기는 로순다 스타디온에서, 결승전을 비롯한 나머지 4경기는 스톡홀름 올림픽 스타디움에서 열렸다.
전체 11팀 가운데 예선 2라운드 8강전에서 탈락한 7팀을 뒤로 하고 4팀이 준결승전에서 맞붙었다. 경기 결과 영국팀이 금메달을 거두었으며, 은메달은 덴마크가, 동메달은 네덜란드가 획득하였다.

## 참가국
이번 대회에서는 총 14팀이 출전하였으며 전부 유럽 국가로 이루어졌다.
다만 1908년 FIFA에서 퇴출된 보헤미아는 출전이 거절되었으며, 벨기에도 스웨덴 현지까지 이동할 여력이 되는 선수가 부족하다는 이유로 대회 2주 전에 출전을 포기하였다. 프랑스 역시 조추첨식이 거행된 지 사흘 만에 포기를 선언하면서 상대팀이었던 노르웨이는 부전승으로 2라운드에 진출했다.
- 오스트리아 (11+4) (오스트리아-헝가리 제국의 일부)
- 덴마크 (15)
- 핀란드 대공국 (13)
- 독일 (11+11)
- 영국 (14) (잉글랜드로 출전)
- 헝가리 (11+3) (오스트리아-헝가리 제국의 일부)
- 이탈리아 (12+2)
- 네덜란드 (15)
- 노르웨이 (11+1)
- 러시아 제국 (11+4)
- 스웨덴 (11+3)

## 경기장
이번 대회를 위해 스웨덴 스톡홀름 일대의 3개 경기장이 동원되었다.
| 스톡홀름                  | 스톡홀름                                                                                               | 스톡홀름 |
| ------------------------- | --- | -------- |
| 스톡홀름 올림픽 스타디움  | 스톡홀름 올림픽 스타디움트라네베르 이드롯스플랏스로순다 스타디온 · 스웨덴 스톡홀름 내 각 경기장의 위치 |          |
| 수용규모: 33,000명        | 스톡홀름 올림픽 스타디움트라네베르 이드롯스플랏스로순다 스타디온 · 스웨덴 스톡홀름 내 각 경기장의 위치 |          |
|                           | 스톡홀름 올림픽 스타디움트라네베르 이드롯스플랏스로순다 스타디온 · 스웨덴 스톡홀름 내 각 경기장의 위치 |          |
| 로순다 스타디온           | 스톡홀름 올림픽 스타디움트라네베르 이드롯스플랏스로순다 스타디온 · 스웨덴 스톡홀름 내 각 경기장의 위치 |          |
| 수용규모: ?               | 스톡홀름 올림픽 스타디움트라네베르 이드롯스플랏스로순다 스타디온 · 스웨덴 스톡홀름 내 각 경기장의 위치 |          |
|                           | 스톡홀름 올림픽 스타디움트라네베르 이드롯스플랏스로순다 스타디온 · 스웨덴 스톡홀름 내 각 경기장의 위치 |          |
| 트라네베리 이드롯스플랏스 | 스톡홀름 올림픽 스타디움트라네베르 이드롯스플랏스로순다 스타디온 · 스웨덴 스톡홀름 내 각 경기장의 위치 |          |
| 수용규모: ?               | 스톡홀름 올림픽 스타디움트라네베르 이드롯스플랏스로순다 스타디온 · 스웨덴 스톡홀름 내 각 경기장의 위치 |          |
|                           | 스톡홀름 올림픽 스타디움트라네베르 이드롯스플랏스로순다 스타디온 · 스웨덴 스톡홀름 내 각 경기장의 위치 |          |

## 경기 결과
토너먼트 1차전에서 개최국 스웨덴은 네덜란드와의 개막전에서 패했다. 경기종료 30분 전까지만 하더라도 1-3으로 앞서 있던 스웨덴은 네덜란드의 연이은 득점으로 동점을 허용했고 연장전에서 네덜란드 선수 얀 보스에게 결승골을 내주며 4-3으로 패했다. 트라네베리 이드롯스플랏스에서는 오스트리아 축구의 시초로 평가받는 휴고 마이슬 (Hugo Meisl)이 주심을 맡은 가운데 핀란드가 이탈리아를 연장전 끝에 꺾었다.
2차전에서 핀란드는 다시 한번 승리를 거두며 준결승전에 진출하였다. 이번에는 1라운드에서 부전승으로 진출했던 러시아를 꺾었다. 한편 지난 대회 우승국인 영국팀은 올림픽 스타디움에서 헝가리와 경기를 치른 끝에 준결승전에 진출했다. 이 경기에서 지난 올림픽 우승에 기여했던 첼시 FC 소속 센터포워드 공격수 비비안 우드워드가 주장으로 나섰고, 공격수 해롤드 월든이 무려 6골을 기록하며 헝가리를 7-0으로 완파했다.
준결승전에서 영국은 핀란드를 4-0으로 꺾었으며 네 골 모두 해롤드 월든이 기록하였다. 다른 쪽에서는 덴마크가 네덜란드와 만나 4-1로 승리하였다. 네덜란드의 1골은 덴마크 수비수 하랄트 한센이 골기퍼 소퍼스 한센을 제치고 넣은 자책골이었다. 지난 올림픽에 이어 2회 연속으로 결승전에서 만난 영국과 덴마크는 박빙의 승부를 펼쳤다. 전반 30분 덴마크의 카를레스 부흐발트가 부상을 입어 들것에 실린 채 경기장을 떠났으나 선수교체를 불허하는 규정 때문에 덴마크팀은 10명의 선수로 남은 경기를 치러야 했다. 경기는 영국의 승리로 끝났다.
1차, 2차전 탈락팀이 출전한 위로전은 헝가리가 우승하였으나, 이 경기의 경우 1~3위에게 메달이 따로 수여되지는 않았다. 한편 독일 선수 고트프리트 푸흐스는 이번 대회에서만 10골을 기록하면서 1908년 올림픽에서 다네 소푸스 닐센이 기록한 국제대회 최다 골 타이 기록을 세웠다. 이는 2001년에 이르러서야 깨지게 되었다.

### 대진표
|  | 16강전          | 16강전          |          |   | 8강전      | 8강전      |  |  | 준결승전 | 준결승전 |  |  | 결승전 | 결승전 |
|  |                 |                 |          |   |            |            |  |  |          |          |  |  |        |        |
|  |                 |                 |          |   |            |            |  |  |          |          |  |  |        |        |
|  |                 |                 |          |   |            |            |  |  |          |          |  |  |        |        |
|  | 영국            |                 |          |   |            |            |  |  |          |          |  |  |        |        |
|  |                 |                 |          |   |            |            |  |  |          |          |  |  |        |        |
|  | 부전승          |                 |          |   |            |            |  |  |          |          |  |  |        |        |
|  | 영국            | 7               |          |   |            |            |  |  |          |          |  |  |        |        |
|  | 영국            | 7               |          |   |            |            |  |  |          |          |  |  |        |        |
|  |                 | 헝가리          | 0        |   |            |            |  |  |          |          |  |  |        |        |
|  | 헝가리          | 헝가리          | 0        |   |            |            |  |  |          |          |  |  |        |        |
|  |                 |                 |          |   |            |            |  |  |          |          |  |  |        |        |
|  | 부전승          |                 |          |   |            |            |  |  |          |          |  |  |        |        |
|  | 영국            | 4               |          |   |            |            |  |  |          |          |  |  |        |        |
|  | 영국            | 4               |          |   |            |            |  |  |          |          |  |  |        |        |
|  |                 | 핀란드          | 0        |   |            |            |  |  |          |          |  |  |        |        |
|  | 이탈리아        | 핀란드          | 0        | 2 |            |            |  |  |          |          |  |  |        |        |
|  | 이탈리아        |                 |          | 2 |            |            |  |  |          |          |  |  |        |        |
|  | 핀란드          | 3               |          |   |            |            |  |  |          |          |  |  |        |        |
|  | 핀란드          | 3               | 핀란드   | 2 |            |            |  |  |          |          |  |  |        |        |
|  |                 |                 | 핀란드   | 2 |            |            |  |  |          |          |  |  |        |        |
|  |                 | 러시아          | 1        |   |            |            |  |  |          |          |  |  |        |        |
|  | 러시아          | 러시아          | 1        |   |            |            |  |  |          |          |  |  |        |        |
|  |                 |                 |          |   |            |            |  |  |          |          |  |  |        |        |
|  | 부전승          |                 |          |   |            |            |  |  |          |          |  |  |        |        |
|  | 영국            | 4               |          |   |            |            |  |  |          |          |  |  |        |        |
|  | 영국            | 4               |          |   |            |            |  |  |          |          |  |  |        |        |
|  |                 | 덴마크          | 2        |   |            |            |  |  |          |          |  |  |        |        |
|  | 덴마크          | 덴마크          | 2        |   |            |            |  |  |          |          |  |  |        |        |
|  |                 |                 |          |   |            |            |  |  |          |          |  |  |        |        |
|  | 부전승          |                 |          |   |            |            |  |  |          |          |  |  |        |        |
|  | 덴마크          | 7               |          |   |            |            |  |  |          |          |  |  |        |        |
|  | 덴마크          | 7               |          |   |            |            |  |  |          |          |  |  |        |        |
|  |                 | 노르웨이        | 0        |   |            |            |  |  |          |          |  |  |        |        |
|  | 노르웨이        | 노르웨이        | 0        |   |            |            |  |  |          |          |  |  |        |        |
|  |                 |                 |          |   |            |            |  |  |          |          |  |  |        |        |
|  | 부전승          |                 |          |   |            |            |  |  |          |          |  |  |        |        |
|  | 덴마크          | 4               |          |   |            |            |  |  |          |          |  |  |        |        |
|  | 덴마크          | 4               |          |   |            |            |  |  |          |          |  |  |        |        |
|  |                 | 네덜란드        | 1        |   | 3위 결정전 | 3위 결정전 |  |  |          |          |  |  |        |        |
|  | 네덜란드        | 네덜란드        | 1        | 4 | 3위 결정전 | 3위 결정전 |  |  |          |          |  |  |        |        |
|  | 네덜란드        |                 |          | 4 |            |            |  |  |          |          |  |  |        |        |
|  | 스웨덴          | 3               |          |   |            |            |  |  |          |          |  |  |        |        |
|  | 스웨덴          | 3               | 네덜란드 | 3 | 네덜란드   | 9          |  |  |          |          |  |  |        |        |
|  |                 |                 | 네덜란드 | 3 | 네덜란드   | 9          |  |  |          |          |  |  |        |        |
|  |                 | 오스트리아 제국 | 1        |   | 핀란드     | 0          |  |  |          |          |  |  |        |        |
|  | 오스트리아 제국 | 오스트리아 제국 | 1        | 5 | 핀란드     | 0          |  |  |          |          |  |  |        |        |
|  | 오스트리아 제국 |                 |          | 5 |            |            |  |  |          |          |  |  |        |        |
|  | 독일            | 1               |          |   |            |            |  |  |          |          |  |  |        |        |
|  | 독일            | 1               |          |   |            |            |  |  |          |          |  |  |        |        |

### 세부 결과

#### 1라운드
| 핀란드                                      | 3-2 (연장전) | 이탈리아                  |
| ------------------------------------------- | ------------ | ------------------------- |
| 외흐만 2′ · E. 소이니오 40′ · 비베르크 105′ | 결과         | 본타디니 10′ · 사르디 25′ |

| 오스트리아                                                     | 5-1  | 독일     |
| -------------------------------------------------------------- | ---- | -------- |
| 메르츠 75′, 81′ · 슈투트니카 58′ · 노이바우어 62′ · 치메라 89′ | 결과 | 예거 35′ |

| 스웨덴                                 | 3-4 (연장전) | 네덜란드                        |
| -------------------------------------- | ------------ | ------------------------------- |
| 스웬손 3′, 80′ · 뵈르예손 62′ (페널티) | 결과         | 바우비 28′, 52′ · 포스 43′, 91′ |

| 노르웨이 | 2-0 | 프랑스 |
| -------- | --- | ------ |
|          |     |        |

#### 2라운드
| 핀란드                    | 2-1  | 러시아       |
| ------------------------- | ---- | ------------ |
| 비베르크 30′ · 외흐만 80′ | 결과 | 부투소프 72′ |

| 영국                                             | 7-0  | 헝가리 |
| ------------------------------------------------ | ---- | ------ |
| 워든 21′, 23′, 49′, 53′, 55′, 85′ · 우드워드 45′ | 결과 |        |

| 덴마크                                                           | 7-0  | 노르웨이 |
| ---------------------------------------------------------------- | ---- | -------- |
| 올센 4′, 70′, 88′ · S. 닐센 60′, 85′ · 볼파겐 25′ · 미델보에 37′ | 결과 |          |

| 네덜란드                          | 3-1  | 오스트리아 |
| --------------------------------- | ---- | ---------- |
| 바우비 8′ · 텐카터 12′ · 포스 30′ | 결과 | 뮐러 41′   |

#### 준결승전
| 영국                                                 | 4-0  | 핀란드 |
| ---------------------------------------------------- | ---- | ------ |
| 홀로파이넨 2′ (자책골) · 워든 7′, 77′ · 우드워드 82′ | 결과 |        |

| 덴마크                                    | 4-1  | 네덜란드             |
| ----------------------------------------- | ---- | -------------------- |
| 올센 14′, 87′ · 외르겐센 7′ · P. 닐센 37′ | 결과 | H. 한센 85′ (자책골) |

#### 동메달 결정전
| 네덜란드                                                                   | 9-0  | 핀란드 |
| -------------------------------------------------------------------------- | ---- | ------ |
| 포스 29′, 43′, 46′, 74′, 78′ · 판데르슬라위스 24′, 57′ · 더흐로트 28′, 86′ | 결과 |        |

#### 결승전
| 영국                                 | 4-2    | 덴마크        |
| ------------------------------------ | ------ | ------------- |
| 호어 22′, 41′, · 워든 10′ · 베리 43′ | Report | 올센 27′, 81′ |

### 최종순위
| 순위 | 팀         | 경기 | 승 | 무 | 패 | 득 | 실 | 차  | 승점 |
| ---- | ---------- | ---- | -- | -- | -- | -- | -- | --- | ---- |
| 1    | 영국       | 3    | 3  | 0  | 0  | 15 | 2  | +13 | 6    |
| 2    | 덴마크     | 3    | 2  | 0  | 1  | 13 | 5  | +8  | 4    |
| 3    | 네덜란드   | 4    | 3  | 0  | 1  | 17 | 8  | +9  | 6    |
| 4    | 핀란드     | 4    | 2  | 0  | 2  | 5  | 16 | −11 | 4    |
| 5    | 오스트리아 | 2    | 1  | 0  | 1  | 6  | 4  | +2  | 2    |
| 6    | 러시아     | 1    | 0  | 0  | 1  | 1  | 2  | −1  | 0    |
| 7    | 헝가리     | 1    | 0  | 0  | 1  | 0  | 7  | −7  | 0    |
| 8    | 노르웨이   | 1    | 0  | 0  | 1  | 0  | 7  | −7  | 0    |
| 9    | 스웨덴     | 1    | 0  | 0  | 1  | 3  | 4  | −1  | 0    |
| 10   | 이탈리아   | 1    | 0  | 0  | 1  | 2  | 3  | −1  | 0    |
| 11   | 독일       | 1    | 0  | 0  | 1  | 1  | 5  | −4  | 0    |

## 메달리스트
국제올림픽위원회 데이터베이스상에서는 당시 메달리스트로 각 국가대표팀당 첫 경기에 나섰던 11명의 선수만 기재하고 있다. 따라서 아래의 표는 데이터베이스에서 소개되는 11명의 선수 외에도 다른 경기에서 처음 출전했던 선수들까지 기재해 두었다.

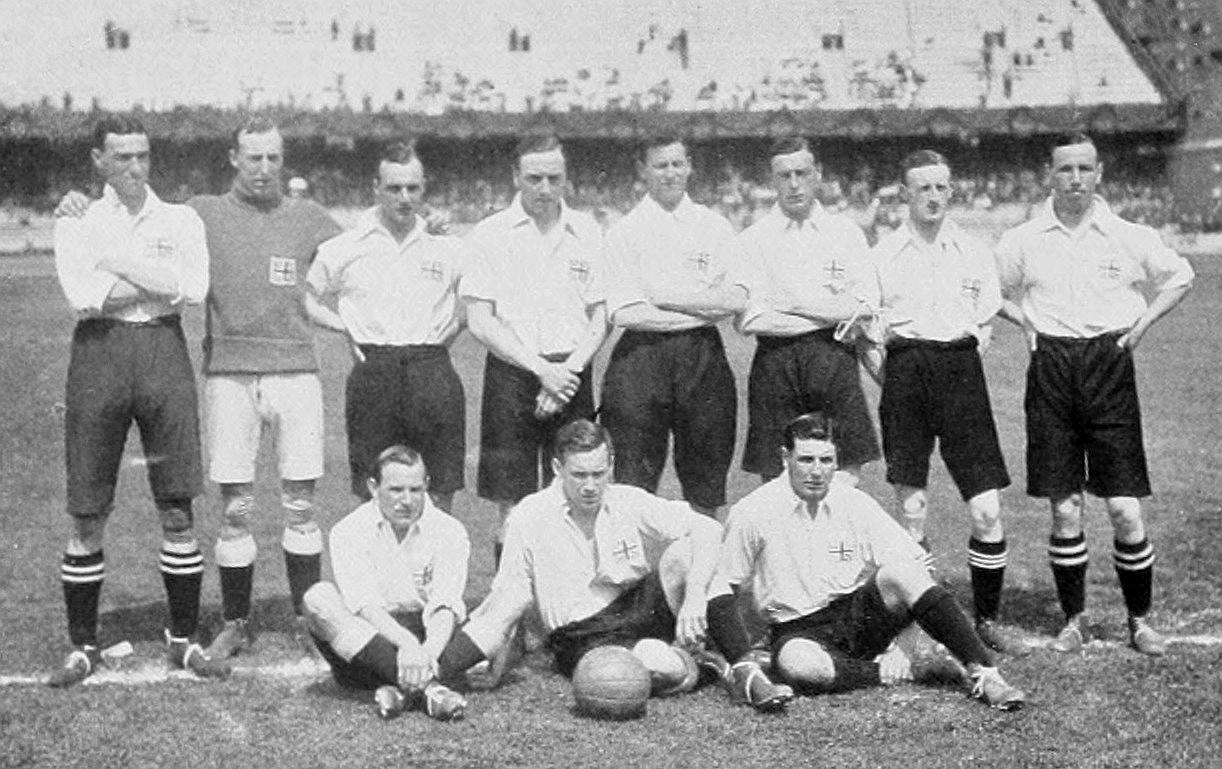
1위 영국팀

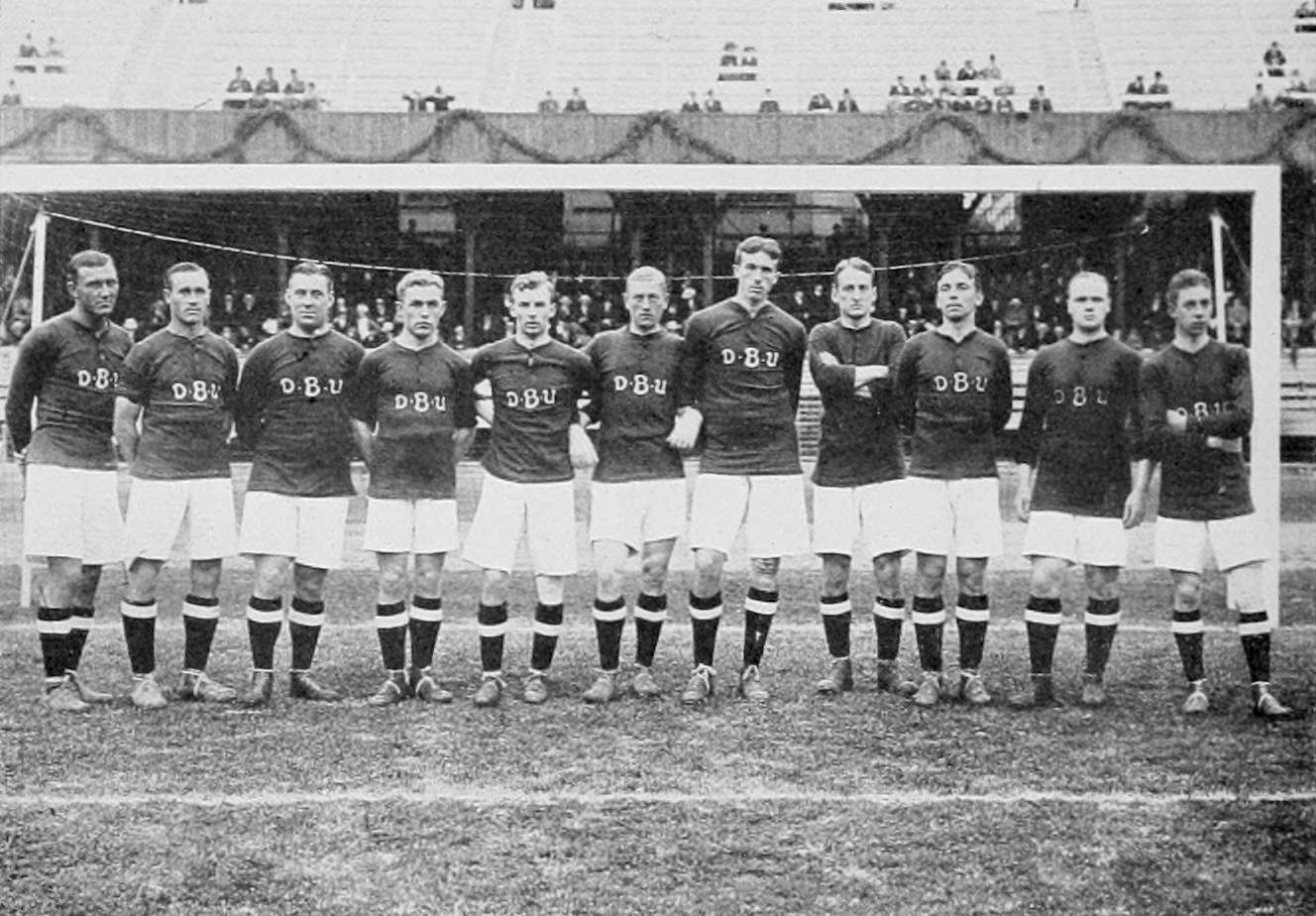
2위 덴마크팀

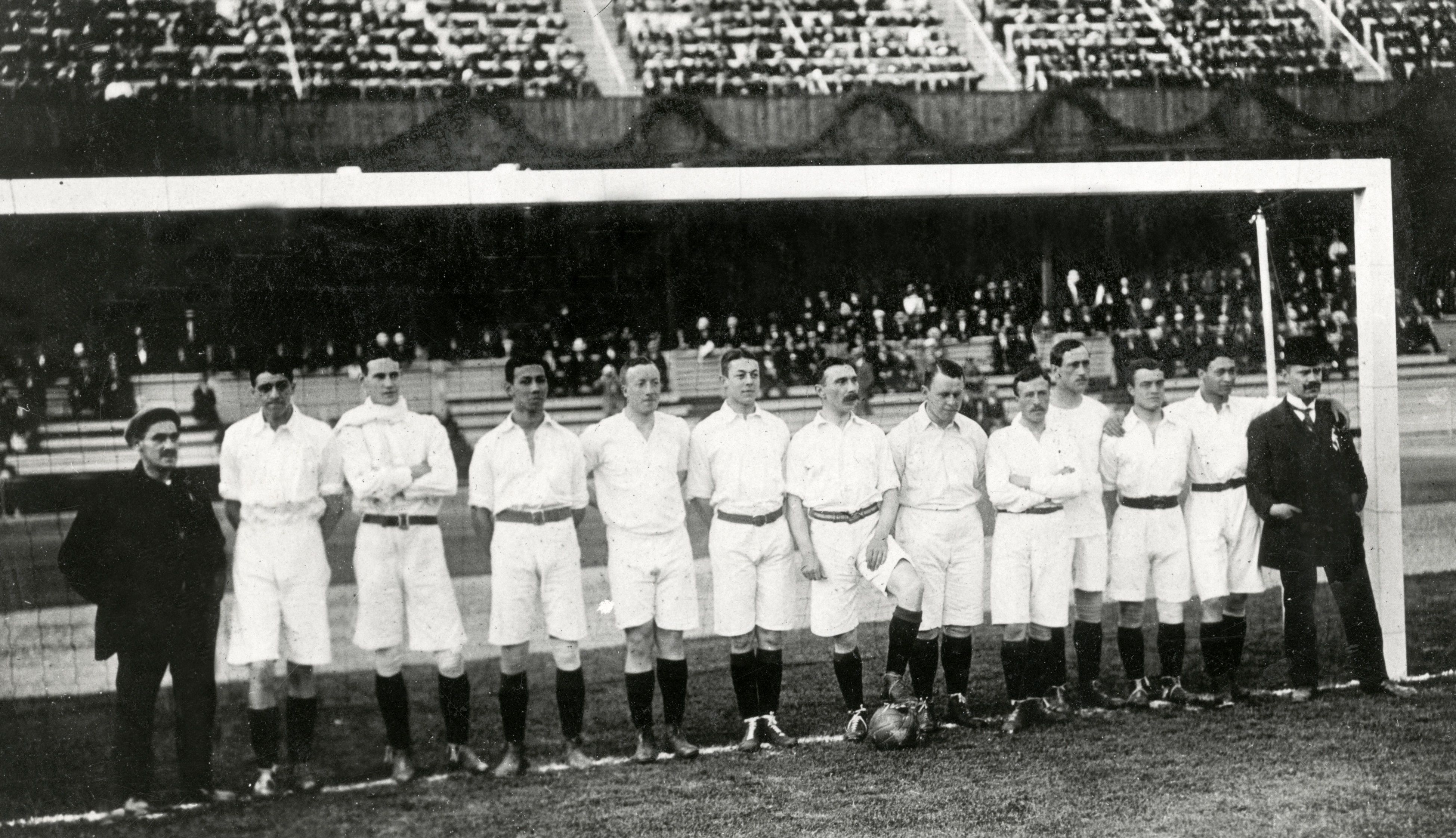
3위 네덜란드팀

| 금 | 은 | 동 |
| 영국 · 아서 베리 · 로널드 브레브너 · 토머스 번 · 조셉 다인스 · 에드워드 헤이니 · 고든 호어 · 아서 나이트 · 헨리 리틀워트 · 더글라스 맥위어터 · 아이번 샤프 · 해롤드 스탬퍼 · 해롤드 월든 · 비비언 우드워드 · 고든 라이트 | 덴마크 · 파울 베르트 · 카를레스 부흐발드 · 얄마르 크리스토페르센 · 하랄드 한센 · 소푸스 한센 · 에밀 외르겐센 · 이바르 리케 · 닐스 미델보에 · 오스카르 닐센 · 포울 닐센 · 소푸스 닐센 · 안톤 올센 · 악셀 페테르센 · 악셀 투파손 · 빌헬름 볼프하겐 | 네덜란드 · 핏 바우만 · 요프 바우트미 · 니코 바우비 · 휘흐 더흐로트 · 복 더코르버르 · 니코 더볼프 · 콘스탄트 페이트 · 허 포르트헌스 · 유스트 회벌 · 디르크 로치 · 카사르 텐카터 · 얀 판브레다 콜프 · 얀 판데르슬라위스 · 얀 포스 · 다비트 베인벨트 |

## 참고 문헌
- “1912년 하계 올림픽 축구 경기 결과”. 국제 올림픽 위원회. (영어)
- “1912년 하계 올림픽 축구”. sports-reference.com. 2010년 1월 23일에 원본 문서에서 보존된 문서. 2014년 3월 8일에 확인함. (영어)

| 올림픽 축구 |                                       |                 |
| 이전 대회   | 1912년 하계 올림픽 축구 스톡홀름 1912 | 다음 대회       |
| 런던 1908   | 1912년 하계 올림픽 축구 스톡홀름 1912 | 안트베르펜 1920 |